# Военный переворот в Египте (2013)
3 июля 2013 года министр обороны Египта Абдул Фаттах Ас-Сиси объявил о свержении президента Мухаммеда Мурси и о приостановлении действия Конституции. Мурси был помещён под домашний арест, а затем был официально заключён под стражу в связи с предъявлением ему ряда обвинений. В Каире были арестованы более 300 членов партии Братья-мусульмане. В июне-июле прошли протесты против президента страны, и стычки между сторонниками Мурси и его противниками привели к десяткам жертв. О поддержке военного переворота заявили представители коптской церкви (Тавадос II) и лидер либеральной оппозиции, лауреат Нобелевской премии мира Мохаммед эль-Барадеи.
Временно исполняющим обязанности президента был назначен председатель Конституционного суда страны Адли Мансур.

## Предпосылки
Население Египта как электорат на выборах очень неоднородно. Жители деревни — наиболее многочисленная, бедная и наименее образованная группа, образование в которой часто ограничено знанием Корана — наиболее последовательные сторонники «Братьев-мусульман», определившие их победу на выборах. С другой стороны — жители городов, курортов, чья деятельность зависит от экспорта и туризма, и военные. Высшее офицерство со времён британского владычества традиционно обучалось за рубежом, в Великобритании, Франции и СССР. Этим людям близки и понятны европейские ценности, это часть их жизни. Попытка президента Мурси изменить конституцию под законы шариата — популистский ход, по мнению оппозиции, поставивший под угрозу положение военных и экономику страны.
14 июня 2012 года Конституционный совет решил распустить только что избранный парламент. Поводом послужило то, что 2/3 мест достались кандидатам, не отвечающим новым, незаметно введённым положениям конституции. Мурси, игнорируя рекомендации военного совета и конституционного суда, разрешает распущенному парламенту собраться вновь, на том основании, что большинство представительства было исламистами. Позднее Мурси всё же согласился распустить парламент. Эти трения между Мурси и военными только разжигали страсти на улицах.

## После переворота
5 июля 2013 года в Каире военные открыли огонь по демонстрантам, выступившим против военной диктатуры в защиту свергнутого президента. По данным канала «Аль-Арабия», в результате стрельбы погибло 3 человека. Десятки тысяч демонстрантов вышли на улицы Александрии и Асьюта, требуя восстановить Мурси в должности президента и отменить временное правительство. Власти ввели военное положение в курортной зоне на побережье Красного моря.
В силовом противостоянии сторонников и противников Мурси по всей стране погибли по меньшей мере 46 человек. В опубликованных кадрах видео видно, как молодых людей сбрасывают с крыши здания в районе Сиди-Джабер в Александрии. Как сообщил канал Al Arabiya, один из них погиб. Египетские активисты утверждают, что молодёжь праздновала изгнание Мурси, что вызвало гнев сторонников «Мусульманского братства».
Вместе с тем, представители организации Братья-мусульмане заявили, что не намерены оказывать военной хунте вооружённое сопротивление
5 июля 2013 года временный президент Адли Мансур объявил о роспуске парламента Египта и закрыл границу с сектором Газа.
Мансур назначил несколько советников и поручил генералу Мухаммаду Ахмаду Фариду возглавить агентство разведки. Эти меры приняты в рамках «дорожной карты» урегулирования политического кризиса, разработанной египетскими военными.
8 июля полиция разогнала митинг сторонников свергнутого президента. Одновременно, десятки тысяч противников Мурси собрались на площади Тахрир, чтобы доказать: армия, осуществившая переворот в стране, опирается на широкую народную поддержку. Исламисты, пытались прорваться к штабу республиканской гвардии, где содержится под стражей Мухаммед Мурси. В этом столкновении погиб один гвардеец, около 40 были ранены.
9 июля временным премьер-министром Египта назначен Хазем Аль-Беблауи, экономист либерального направления, в прошлом занимавший пост министра финансов. Вице-президентом по международным отношениям назначен Мохаммед аль-Барадеи, лидер либеральной оппозиции и лауреат Нобелевской премии мира.
26 июля Мурси был официально помещен под стражу в рамках проводимого прокуратурой расследования. Он был обвинен в поджоге тюрьмы и уничтожении тюремных отчетов (речь идет о побеге Мурси из тюрьмы после ареста за участие в акциях против Хосни Мубарака в 2011 году), «сотрудничестве с палестинским движением „ХАМАС“, чтобы предпринять в стране агрессивные действия» по нападению на полицейские участки и военных, «убийстве некоторых заключенных, полицейских и солдат сознательно и с предварительным намерением», а также «похищении некоторых полицейских и солдат». Армия Египта дала сторонникам «Братьев-мусульман» 48 часов на присоединение к «дорожной карте» политического урегулирования в стране. «Дорожная карта» предусматривает организацию досрочных президентских и парламентских выборов через полгода.

### Президентские выборы
В конце мая 2014 года в Египте прошли выборы президента. Победителем был признан Абдул Фаттах Ас-Сиси. Церемония инаугурации состоялась 8 июня 2014 года в Каире.

## Противостояние
Примерно в 7:00 утра 14 августа 2013 года силы безопасности Египта начали движение к двум лагерям протестующих в Каире. По данным египетского МВД, изначальный план состоял в том, чтобы постепенно приостановить протесты, отрезав линии снабжения и обеспечив безопасный выход для тех, кто решил уйти. Однако к 8:00 утра ситуация обострилась. Силы безопасности начали использовать бронетехнику, бульдозеры, боевые патроны и слезоточивый газ против толпы. Многие протестующие были расстреляны и по крайней мере один сожжен заживо. Снайперы стреляли в тех, кто пытался бежать из лагеря. Многочисленные фотографии, распространяемые через интернет и новостные каналы, показывали оружие, включая автоматические винтовки и тысячи патронов к ним, обнаруженные в палатках протестующих после разгрома лагерей.
После сообщений о событиях в Каире многие люди вышли на улицы. По стране прокатилась волна насилия. В Гизе разъяренная толпа напала на полицейский участок. Всего был атакован, согласно информации МВД Египта, 21 участок. На юге Египта были сожжены дотла от двух до семи коптских церквей. В результате христианские активисты обвинили сторонников Мурси в введении «войны возмездия против коптов в Египте». По данным правительства, сторонники «Братьев-мусульман» атаковали правительственные штаб-квартиры в нескольких провинциях. Временное правительство ввело чрезвычайное положение сроком на один месяц. Вместе с тем действия путчистов привели к заметному росту популярности Братьев-мусульман в египетских низах.
4 октября 2013 года в Каире имела место перестрелка между сторонниками свергнутого президента и военными.

### Экономическая обстановка
11 июля в интервью агентству Reuters бывший министр заготовок страны Басем Уда сообщил, что запасов пшеницы в Египте хватит максимум на два месяца. На складах осталось всего 500 тысяч тонн, которые должны обеспечить 84 миллиона населения страны. Ситуацию, впрочем, помогла стабилизировать мощная финансовая помощь Саудовской Аравии, ОАЭ и Кувейта.

### Жертвы
Число погибших в столкновениях между армией и демонстрантами поддерживающими «Братьев-мусульман» на 16 августа 2013 года
составило 638, а количество раненых — 2000 человек (по данным министерства здравоохранения Египта). «„Братья-мусульмане“» утверждают, что жертв значительно больше: убитых около 3000, а раненых — свыше 10 тысяч человек.

## Международная реакция
Саудовская Аравия

Саудовская Аравия поддержала переворот в Египте. Король Абдалла поздравил Адли Мансура с его назначением.
Сирия

Президент Сирии Башар Асад назвал отстранение от власти президента Египта Мухаммеда Мурси «крушением идеи политического ислама». «В Египте произошло крушение того, что называется „политическим исламом“. Те, кто использует религию в политических целях или в интересах той или иной группы, будут свергнуты где бы то ни было».
Турция

Премьер-министр Турции Эрдоган раскритиковал Европейский союз за то, что его власти не осудили переворот в Египте и не назвали его военным переворотом.
Палестинская Автономия

Один из лидеров ХАМАС, Исмаил Хания, выразил беспокойство по поводу целостности Египта, а также уверенность, что Египет в любой момент поддержит ХАМАС и палестинское сопротивление. Лидеры ФАТХ призвали жителей Газы последовать примеру Египта и свергнуть правительство ХАМАС.
Африканский союз

Африканский союз приостановил членство Египта до тех пор, пока не будет восстановлен конституционный строй.